# Simfonia núm. 3 (Mendelssohn)
La simfonia núm. 3 en la menor, op. 56, coneguda amb el sobrenom d'Escocesa, és una simfonia composta entre l'agost de 1829 i el 20 de gener de 1842 per Felix Mendelssohn. S'estrenà el 3 de març de 1842 a Leipzig per l'Orquestra de la Gewandhaus dirigida pel mateix compositor.

## Origen i context[calcitació]
La primera de les nou visites que el compositor va fer a les Illes Britàniques va començar l'abril de 1829. Havia estat animat pel seu professor de composició, Carl Friedrich Zelter, a abandonar la provinciana Berlín i veure món. El seu pare hi va estar d'acord. Igualment important va ser el desig del jove d'estar lluny de la llar i viure pel seu compte. Primer va ser a Londres, on es va allotjar amb el seu amic Carl Klingermann. La capital britànica va ser al principi desconcertant.
Fins a l'any 1842 Mendelssohn no va enllestir la partitura que és plena dels paisatges boirosos de la terra escocesa i creant una partitura amb una sonoritat en tot moment plena de colors diferents. El primer moviment té una atmosfera fosca, misteriosa i solemne. El scherzo és vigorós contrastant amb l'Adagio que està inspirat amb el record de les ruïnes del castell de Holyrood. L'últim moviment posseeix un caràcter marcial i rotund des dels inicis per a la secció de corda amb un afegiment progressiu de la resta d'instruments provocant un poderós efecte culminant amb una conclusió triomfal.
Aviat es va acostumar a Londres. La seva música va ser tocada i rebuda càlidament. Una interpretació de la seva Primera Simfonia el va convertir en el favorit del públic britànic i d'aquí en endavant va considerar a Anglaterra la seva segona llar.
A l'estiu, ell i Klingermann se'n van anar de vacances a Escòcia. Primer van anar a Edimburg, on van visitar les ruïnes de la capella en la qual havia estat coronada Maria Estuard. Allà, al jove compositor se li va acudir la idea de gravar les seves impressions sobre Escòcia en una simfonia. Va escriure els primers 16 compassos de la introducció, que conté el material melòdic principal del moviment d'obertura.
El compositor estava encantat amb Escòcia. Va visitar Glasgow, Perth, Inverness i Lock Laomainn, i va conèixer a sir Walter Scott, de qui havia llegit la totalitat de les seves novel·les.
La simfonia hauria d'esperar una dècada fins a ser acabada. El següent hivern, Mendelssohn va treballar-hi juntament amb l'obertura de Les Hèbrides i la Simfonia Italiana, mentre viatjava per Roma i Nàpols. Tot i la numeració confusa de les simfonies de Mendelssohn (per ordre de publicació i no de composició), l’Escocesa va ser veritablement l'última de les obres simfòniques que va acabar.